# Jan Troell
Jan Gustaf Troell (23 de julho de 1931) é um cineasta sueco. Seus filmes realistas, com uma fotografia lírica onde a natureza tem lugar de destaque, colocaram-no entre os principais cineastas suecos modernos, juntamente com Ingmar Bergman e Bo Widerberg. É pai da atriz Yohanna Troell.

## Filmografia

### Filmes
- 1966 Här har du ditt live
- 1968 Ole dole doff
- 1971 Utvandrarna
- 1972 Nybyggarna
- 1974 Zandy's Bride
- 1977 Bang!
- 1979 Hurricane
- 1982 Ingenjör Andrées luftfär
- 1991 Il capitano
- 1996 Processen mod
- 2001 Så vit som en snö
- 2008 Maria Larssons eviga ögonblick
- 2012 Dom över död man

### Documentários
- 1988 Sagolandet
- 1997 En frusen dröm
- 2003 Närvarande
- 2007 Färgklang